# Lukáš Hejda
Lukáš Hejda (ur. 9 marca 1990 w Bílovcu) – piłkarz czeski grający na pozycji środkowego obrońcy. Od 2012 jest zawodnikiem klubu Viktoria Pilzno.

## Kariera klubowa
Swoją karierę piłkarską Hejda rozpoczął w klubie Baník Ostrawa. W 2007 roku podjął treningi w Sparcie Praga. W 2009 roku stał się członkiem zespołu rezerw Sparty, występującego w drugiej lidze. Zadebiutował w nim 1 sierpnia 2009 w przegranym 1:4 wyjazdowym meczu z Baníkiem Sokolov. Z kolei 21 listopada 2009 zaliczył ligowy debiut w pierwszym zespole Sparty, w wygranym 2:0 domowym meczu ze Slovanem Liberec. W sezonie 2009/2010 wywalczył tytuł mistrza Czech, a latem 2010 zdobył Superpuchar Czech.
W 2011 roku Hejda został wypożyczony do FK Jablonec. Swój debiut w Jabloncu zanotował 27 lutego 2011 w wygranym 3:0 wyjazdowym meczu ze Slovanem Liberec. W Jabloncu spędził pół roku.
Latem 2011 Hejdę wypożyczono do 1. FK Příbram. W nim Hejda zadebiutował 30 lipca 2011 w wygranym 3:2 wyjazdowym meczu z 1. FC Slovácko. W Příbram grał przez rok.
Latem 2012 roku Hejda został piłkarzem Viktorii Pilzno. 15 września 2012 zadebiutował w Viktorii w wygranym 1:0 domowym spotkaniu ze Spartą Praga. W sezonie 2012/2013 został mistrzem Czech. Z kolei w sezonie 2013/2014 wywalczył wicemistrzostwo kraju.
| Sezon   | Klub            | Kraj   | Rozgrywki      | Mecze | Bramki |
| ------- | --------------- | ------ | -------------- | ----- | ------ |
| 2009/10 | Sparta Praga    | Czechy | Gambrinus Liga | 4     | 0      |
| 2009/10 | Sparta Praga B  | Czechy | II liga        | 12    | 1      |
| 2010/11 | Sparta Praga    | Czechy | Gambrinus Liga | 8     | 0      |
| 2010/11 | Sparta Praga B  | Czechy | II liga        | 1     | 0      |
| 2010/11 | FK Jablonec     | Czechy | Gambrinus Liga | 6     | 0      |
| 2011/12 | 1. FK Příbram   | Czechy | Gambrinus Liga | 19    | 2      |
| 2012/13 | Viktoria Pilzno | Czechy | Gambrinus Liga | 15    | 1      |
| 2013/14 | Viktoria Pilzno | Czechy | Gambrinus Liga | 15    | 1      |

## Kariera reprezentacyjna
Hejda grał w młodzieżowych reprezentacjach Czech na różnych szczeblach wiekowych. W reprezentacji Czech zadebiutował 3 czerwca 2014 w przegranym 1:2 towarzyskim meczu z Austrią, rozegranym w Ołomuńcu.